# 夜空の虹
夜空の虹とは、脚本家の山崎陽子によるミュージカル脚本である。絵本としても出版されているほか、児童劇団大きな夢の演目の一つともなっている。

## 概要
ミュージカル脚本家の山崎陽子が盲学校の合唱部の要請で書いた脚本である。このときは上演に至らなかったが、1990年に朗読ミュージカルとして書き直された。朗読ミュージカルは当時山崎が試みていたミュージカルの様式で、その枠組みを定めることになったのがこの作品だと山崎は述べている。その後、山崎は朗読ミュージカルを次々と発表、『夜空の虹』もこの形式で上演を重ねた後、児童劇団大きな夢の6作品目として、2001年に初演された。
とあるお屋敷の屋根裏に住むネズミのムームとお屋敷に新たに連れてこられた粘土人形のアンナ、お屋敷に住む各国の人形たちが織り成す「本当の友情」「自己犠牲」をテーマとした作品である。

## あらすじ

### 第一幕

#### 第一場
人に姿は見えないけれど、声は届けることが出来るという風の娘。風の娘がとある森のお屋敷のそばを通りかかった時、彼女は呑気なネズミムームの歌声を耳にする。
ムームは風の娘に、「このお屋敷のご主人は世界各国の人形を集めることが趣味で、沢山の人形たちがいる」と語る。

#### 第二場
照明が入ると、人形たちの部屋。また舞台中央には金色の鳥かごが置かれ、中には人形たちのアイドル的存在である白いカナリアがいる。美しく歌うカナリアに、次は自分の国の歌を歌ってほしいと口々に言いよるわがままな人形たち。そんな中カナリアは、昨晩自分が寝てしまった後に来たという新しい人形について知りたがる。ところがその人形は、美しく着飾った傲慢な人形たちとは対照的に、粘土でできた野暮ったい外見で、内気な性格だった。
人形たちに呼ばれおずおずと登場する粘土人形のアンナ。緊張のあまり歩いてくる途中で転んでしまい、人形たちに笑われ、揶揄われてしまう。登場してもただ黙っているアンナにカナリアは名前を問うが、アンナは声が出なかった。それを見た人形たちは、彼女が声を出せないということに気がつかず、アンナを嘲る。カナリアが人形たちを諌め、アンナに退場を促すと、アンナは再び転びながらも逃げるように舞台からいなくなる。
アンナが退場すると、カナリアは気分を変えようと、「今日は君たちの国の歌を聴かせてほしい」と持ち掛ける。カナリアからの提案に喜ぶ人形たち。それぞれ順に、それぞれの国の曲を歌い、踊る。最後には全員でラインダンスを踊る。
舞台中央に、アンナが一人で座り、なぜ声が出なくなってしまったのかと自身に問いかける。奥様に抱かれてお屋敷に来たときの様子を思い出すアンナ。奥様が去ると人形たちが登場し、目ざとくアンナを見つけると、彼女を責め立てる。そこでアンナは、自分が一言ものを言うたびに笑われ、からかわれたことで声が出なくなったのだと気づく。密かにカナリアに想いを抱いていた彼女は、「素敵なカナリアさんが声をかけてくださったのに、何も言えないなんて」と声もあげられずに泣き出す。そこへ風の娘が現れ、アンナを優しく励ますように歌う。
屋根裏では、ムームが、屋敷に来てから三か月間ずっと仲間外れにされたままでいるアンナのことを考えていた。するとそこに風の娘が登場。なぜそんなに怒っているとかとムームに訊くと、彼はひと月前のことについて語り出す。

#### 第三場
ひと月前の、とあるのどかな昼下がり。人形たちもカナリアも昼寝をしていた。そこへ黒猫が登場。朝水を変えた召使いが鳥かごの扉を閉め忘れていったのだ。カナリアを狙う黒猫。アンナを邪険に扱う人形たちやカナリアに腹を立てていたムームは、黒猫を応援する。と、部屋の端に置かれていたアンナが大きな音を立てて倒れる。カナリアを助けたかったが声が出せないアンナは、わざと大きな音を立てて倒れ、黒猫を追い払ったのだった。しかし、音で目を覚ました人形たちやカナリアは黒猫のことなど知らず、「アンナが寝ぼけて倒れている」のを見つけ非難する。ムームはアンナが自己を犠牲にしカナリアを助けたことに気づき、それを知らずに過ごしている人形たちやカナリアに腹を立てていたのだった。
カナリアと人形たちが華やかに歌い踊る中、幕。

### 第二幕

#### 第一場
幕が上がると、アンナが座っている。思い切り倒れたことで頬が欠けてしまったアンナは、目立たないようにと高い棚の上に置かれてしまったのだった。その高い棚の上は、屋根裏から手を伸ばせばすぐに届く距離。アンナを怖がらせてはいけないと悩んでいたムームだったが、ついに心を決めてアンナに声をかける。
長い間独りだった彼女は突然のことに初めは怯えていたが、朗らかなムームの歌声に心を開く。またムームに心動かされ声が出るようになり、二人は互いに初めての友達となる。

#### 幕前
薄暗い照明の中、数人の人形が駈け込んでくる。カナリアが病気になり、声はかすれ、羽も抜けてきたのだ。憧れのカナリアがみすぼらしくなりつつあることを噂する人形たちだが、すぐに昨晩新しくやってきた兵隊人形がかっこいいと話し出す。彼女たちはカナリアのことはすっかり忘れ、兵隊人形に想いを馳せる。
そんな人形たちの会話を聞いていたムーム。カナリアをあっさり見捨てた人形たちに呆れるが、そんなことも気にならないほど彼の心は昂ぶっていた。アンナが好きになったムームは、彼女にプロポーズをしようとしていたのだ。花束を後ろ手に持ち、プロポーズの練習をするムーム。すると、舞台後ろに跪くアンナが現れる。アンナは、たとえ自分が馬鹿にされていたとしてもカナリアが好きだったのだ。自分の命と引き換えにカナリアの病気を治してほしいと必死で祈るアンナ。それを見たムームは、とぼとぼと退場していく。

#### 第二場
人形たちの黄色い悲鳴で明かりが入る。人形たちは兵隊人形を取り囲み、うっとりとその歌声に聞き惚れていた。しかし、少し離れた場所では、瀕死のカナリアを狙い黒猫が近づいていた。人形たちに助けを求めるカナリアだが、兵隊人形に夢中になっている人形たちは相手にしない。そうこうしているうちに、黒猫がカナリアに飛びかかろうとした。

#### 第三場
時を同じくして、高い棚の上。カナリアを助けたいと思う一心で、アンナは黒猫の上に飛び降りようとしていた。それを必死に止めるムームだが、アンナのカナリアを想う気持ちに心を動かされ、アンナの気持ちを尊重することにする。自分の力だけでは黒猫のところまでは届かないと言うアンナのためにと、ムームは泣きながらアンナを突き落とした。

#### 第四場
風の娘が息急き切って登場し、当時の様子を語り出す。風の娘は事態に気づき駆けつけたものの間に合わず、突き落とされたアンナを助けることができなかったのだ。
アンナは黒猫に命中し、黒猫は悲鳴を上げて消え失せた。しかし同時にアンナも高く跳ね上げられ、床に叩き付けられそうになる。そんなアンナを受け止めたのは、カナリアだった。息も絶え絶えのカナリアが、ありったけの力を振り絞って羽根の抜け落ちた翼を広げ、アンナを抱き留めたのだ。傲慢だったカナリアの心が、アンナの優しさで美しく変わった瞬間だ。
そしてそのまま、二人は息絶えた。
人形たちは、アンナがカナリアのために棚の上から飛び降りたことに愕然とし、衝撃を受けている。しかし同時にアンナの心の美しさに感動し、彼女たちの意地悪な心も解かれていった。人形たちは生まれて初めて涙を零しながら、アンナとカナリアの幸せを祈る。
棚の上ではムームが、アンナを想って泣いていた。

#### 第五場
風の娘とムームが棚の上に座っている。夜空には美しい虹がかかり、カナリアとアンナが虹の橋を渡って空へ昇っていく。アンナの美しい心を想い涙ながらに歌うムーム。コーラスも入り感動的な場面の中、幕。

## 登場人物
基本的な役名を記述するが、演じる団体の人数によって多少変更になることがある。
- 風の娘
- ムーム
- アンナ
- カナリア
- スペイン人形
- フランス人形
- 韓国人形
- オランダ人形
- インド人形
- 日本人形
- 中国人形
- バレエ人形
- ピエロ人形
- ピノキオ人形
- 奥様
- 黒猫
- 兵隊人形

## 曲目
1. オーヴァーチュア
2. 私は風
3. おいらはネズミ（ソロバージョン）
4. カナリアのスキャット
5. 各国人形の踊り　フランス、スペイン、韓国、インド、中国、バレエ、日本、オランダ、ラインダンス
6. 泣かないで
7. 昼寝
8. 黒猫
9. カナリアのスキャット　リプライズ
10. おいらはネズミ（ワルツバージョン）
11. 友達っていいね
12. 祈り
13. イギリス兵士の歌
14. 落下
15. おいらはネズミ（コーラスバージョン）